# Lophosaurus boydii
Lophosaurus boydii är en ödleart som beskrevs av Macleay 1884. Lophosaurus boydii ingår i släktet Lophosaurus och familjen agamer. Inga underarter finns listade i Catalogue of Life.
Arten förekommer i nordöstra Queensland i Australien. Honor lägger ägg.